# Martin Jinek
Martin Jinek (* 31. Mai 1979 in Třinec, Tschechoslowakei) ist ein tschechischer Biochemiker. Seine Forschungsergebnisse stellen bedeutende Fortschritte in gentechnischen Verfahren dar. Er war wesentlich beteiligt an den Arbeiten, für die Jennifer Doudna und Emmanuelle Charpentier den Nobelpreis für Chemie 2020 verliehen bekamen.

## Leben
Er besuchte ab 1992 das Gymnasium Třinec und ab 1996 die katholische Internatsschule The Oratory School in Reading, wobei er zugleich Fernschüler des Gymnasiums Třinec war. Jinek begann sein Studium 1998 in Cambridge am dortigen Trinity College und erwarb dort einen Bachelor of Arts in Naturwissenschaften. Ebenfalls an der University of Cambridge machte er 2002 seinen Master of Science in Chemie.
Im Jahr 2006 promovierte er mit einer Doktorarbeit am European Molecular Biology Laboratory (EMBL) in Heidelberg in der Gruppe von Elena Conti. Von 2007 bis 2012 war er Postdoktorand bei Jennifer Doudna an der University of California, Berkeley.
Im Februar 2013 wurde Martin Jinek Assistenzprofessor (Tenure-Track) am Biochemischen Institut der Universität Zürich und leitet dort eine Forschungsgruppe. Seit 1. April 2018 ist er außerordentlicher Professor.

## Wirken
Martin Jineks Arbeiten betreffen die molekularen Mechanismen der Zellregulierung mittels Protein-RNA-Wechselwirkungen. Insbesondere beschäftigt er sich mit dem in Bakterien auftretenden antiviralen Abwehrmechanismus CRISPR und dem CRISPR/Cas-System zur Erzeugung gentechnisch veränderter Organismen. Jinek ist der Erstautor eines Fachartikels aus dem Jahr 2012, der die Schlüsselpublikation für die Verleihung des Nobelpreises für Chemie 2020 an Jennifer Doudna und Emmanuelle Charpentier war.

## Auszeichnungen
Im Jahr 2013 sprach der Europäische Forschungsrat (ERC) Martin Jinek eine Förderung (Starting Grant) von 1,5 Millionen Schweizer Franken zur Finanzierung seiner Forschung in Zürich zu. Im folgenden Jahr gewann Jinek den mit 10.000 Franken dotierten Ernst-Th.-Jucker-Preis der Universität Zürich für Erkenntnisse in der Krebsforschung sowie den John Kendrew Award des EMBL.
Die Schweizer Gesellschaft für Molekulare und Zelluläre Biowissenschaften (ehemals Schweizer Gesellschaft für Biochemie) verlieh ihm 2015 den Friedrich-Miescher-Preis. Der Preis ist mit 20.000 Franken dotiert.
Im Jahr 2017 gewährte das Howard Hughes Medical Institute (HHMI) Martin Jinek ein mit finanziellen Mitteln von 650.000 US-Dollar verbundenes Forschungsstipendium. Jinek war einer von weltweit 41 Wissenschaftlern, die in den Genuss dieses vom HHMI gemeinsam mit der Bill & Melinda Gates Foundation, dem Wellcome Trust und der Stiftung Calouste Gulbenkian finanzierten Programms kamen.
2024 wurde Jínek zum Mitglied der European Molecular Biology Organization gewählt.

## Publikationen (Auswahl)
Jinek hat mehrere häufig zitierte Fachartikel in Zeitschriften wie Nature und Science veröffentlicht, darunter
- Atlanta Cook, Fulvia Bono, Martin Jinek, Elena Conti: Structural Biology of Nucleocytoplasmic Transport. In: Annual Review of Biochemistry. Vol. 76, Nr. 1, 7. Juni 2007, S. 647–671, doi:10.1146/annurev.biochem.76.052705.161529.
- Martin Jinek, Jennifer A. Doudna: A three-dimensional view of the molecular machinery of RNA interference. In: Nature. Vol. 457, Nr. 7228, 22. Januar 2009, S. 405–412, doi:10.1038/nature07755.
- R. E. Haurwitz, M. Jinek, B. Wiedenheft, K. Zhou, J. A. Doudna: Sequence- and Structure-Specific RNA Processing by a CRISPR Endonuclease. In: Science. Vol. 329, Nr. 5997, 9. September 2010, S. 1355–1358, doi:10.1126/science.1192272.
- M. Jinek, K. Chylinski, I. Fonfara, M. Hauer, J. A. Doudna, E. Charpentier: A Programmable Dual-RNA-Guided DNA Endonuclease in Adaptive Bacterial Immunity. In: Science. Vol. 337, Nr. 6096, 16. August 2012, S. 816–821, doi:10.1126/science.1225829.
- Martin Jinek, Alexandra East, Aaron Cheng, Steven Lin, Enbo Ma, Jennifer Doudna: RNA-programmed genome editing in human cells. In: eLife. Vol. 2, 29. Januar 2013, 471, doi:10.7554/eLife.00471.